# Ai Kora
Ai Kora (あいこら?), abbreviazione di ai, ovvero amore, e collage, è un manga shōnen giapponese di Kazurou Inoue, pubblicato in Giappone da Shogakukan nella rivista Shonen Sunday.

## Trama
La trama racconta le vicende di Hachibe Maeda, un adolescente che ha sviluppato una forma di feticismo che lo porta a ricercare nelle ragazze solo le parti del corpo che corrispondono ai suoi canoni. Quando si trasferisce a Tokyo per frequentare la scuola superiore, scopre che il dormitorio maschile è stato distrutto da un incendio e per questo motivo viene ospitato in quello femminile. La fortuna sembra girare dalla sua parte quando scopre che le ragazze che coabitano nel dormitorio hanno ciascuna una parte del corpo che corrisponde esattamente ai suoi ideali (da cui il Collage del titolo).

## Personaggi

### Principali
Hachibe Maeda (前田 ハチベエ?, Maeda Hachibē)
Il ragazzo protagonista della storia; è caratterizzato da una passione maniacale per le parti del corpo femminile. Questa mania gli fa decidere di trasferirsi a Tokyo per frequentare la scuola superiore Sakashitamon così da conoscere più ragazze possibili e avere quindi maggiore probabilità di trovare le sue parti anatomiche ideali. Il suo feticismo gli ha sempre impedito di amare davvero una ragazza.
Tsubame Ameyagi (雨柳 つばめ?, Ameyagi Tsubame)
È la responsabile del dormitorio femminile e un'insegnante di inglese al liceo Sakashitamon. Giovane e alla mano, adora bere, fumare e guidare la sua Honda S800. Possiede le "gambe perfette" secondo l'ideale di Hachibe (ovvero con caviglie poco snelle, come Sally la Maga)
Sakurako Tenmaku (天幕 桜子?, Tenmaku Sakurako)
Una delle inquiline del dormitorio femminile, ha il padre giapponese e la madre inglese. Ed è proprio da sua madre che Tenmaku ha ereditato gli "occhi perfetti" secondo l'ideale di Hachibe (ovvero azzurri e affusolati, da gatto). Dotata di un carattere all'apparenza forte, sembra avere una certa difficoltà nei rapporti con i ragazzi.
Yukari Tsukino (月野 弓雁?, Tsukino Yukari)
Una delle inquiline del dormitorio femminile, all'inizio della serie è una studentessa delle scuole medie. Per Hachibe possiede il "seno perfetto" (definito "seno serie 200", dal nome di un modello di Shinkansen la cui locomotiva ricorda la forma di una mammella). Timida e impacciata, sviluppa presto una certa affezione nei confronti di Hachibe.
Kirino Ootori (鳳 桐乃?, Ōtori Kirino)
Discendente da un'antica famiglia di ninja, è un'altra delle inquiline del dormitorio. Secondo Hachibe possiede la "voce perfetta". Adora cantare, ma è costretta a farlo di nascosto nei locali per karaoke, a causa di suo nonno che si oppone fermamente a questa passione. Ciononostante il suo sogno è di diventare una cantante famosa.
Ayame Yatsuhashi (八ツ橋 あやめ?, Yatsuhashi Ayame)
Figlia di un ricco magnate, è la ragazza più desiderata della scuola. È dotata dei "fianchi perfetti" secondo Hachibe (ovvero assomigliano a un vaso di porcellana con il collo stretto). Irascibile e ostinata, desidera solo il meglio per sé. Si invaghisce di Hachibe quando vede il ragazzo battere il capobanda della gang di teppisti più potente di Tokyo (il che fa di Hachibe il ragazzo più forte della città e quindi un oggetto del desiderio per Ayame). A differenza delle altre ragazze, non esita a servirsi della passione di Hachibe per cercare di sedurlo.

### Secondari
Ryuunosuke Shibusawa (渋沢 龍之介?, Shibusawa Ryūnosuke)
Il preside del dipartimento di arte nell'Accademia Sakashitamon. Condivide la stessa passione di Hachibe, di cui sarà dapprima rivale e poi amico fidato.
Haiji Kikuno (菊乃 盃二?, Kikuno Haiji)
Uno studente bisessuale che secondo Hachibe possiede il sedere perfetto.
Yoichirou Tatsumi (辰巳 与一郎?, Tatsumi Yoichirou)
Il presidente del club di scienze. Amico d'infanzia di Ayame, ha un debole per Yukari.
Seishirou Aburazaka (油坂征四郎?, Aburazaka Seishirou)
Il fondatore del dipartimento di arte.